# Макарово (Великоустюгский район)
Макарово — деревня в Великоустюгском районе Вологодской области.
Входит в состав Верхневарженского сельского поселения, с точки зрения административно-территориального деления — в Верхневарженский сельсовет.
Расстояние по автодороге до районного центра Великого Устюга — 69 км, до центра муниципального образования Мякинницыно — 3 км. Ближайшие населённые пункты — Митихино, Удачино, Стрюково.
По данным переписи в 2002 году постоянного населения не было.